# Frise chronologique du Big Bang
Cette chronologie du Big Bang montre les différentes phases de l'évolution de l'univers telles que prévues par la théorie du Big Bang, depuis l'ère de Planck jusqu'à la fin de l'époque de la nucléosynthèse (et du commencement de l'époque des galaxies).
L'échelle utilisée est une échelle logarithmique (donc exprimée en puissances de 10). Par exemple, l'époque hadronique s'étend de 10-6 à 1 (ou à 100) secondes et sur l'échelle de la frise de -6 à 0.